# Dheepan
Dheepan és una pel·lícula dramàtica francesa del 2015 dirigida per Jacques Audiard i coescrita per Audiard, Thomas Bidegain i Noé Debré. El film es va inspirar en part en les Cartes perses de Montesquieu, així com en la pel·lícula Straw Dogs de 1971.
La pel·lícula explica la història de tres refugiats tàmils que fugen de Sri Lanka, devastada per la guerra civil, i arriben a França, amb l'esperança de reconstruir les seves vides. La pel·lícula va guanyar la Palma d'Or al Festival de Cannes 2015. Més tard es va mostrar a la secció Presentacions especials del Festival Internacional de Cinema de Toronto de 2015. Ha estat subtitulada al català.

## Repartiment
- Antonythasan Jesuthasan com a Dheepan Natarajan/Sivadhasan
- Kalieaswari Srinivasan com a Yalini
- Claudine Vinasithamby com a Illayaal
- Vincent Rottiers com a Brahim
- Marc Zinga com a Youssouf
- Faouzi Bensaïdi com a Mr. Habib

## Producció

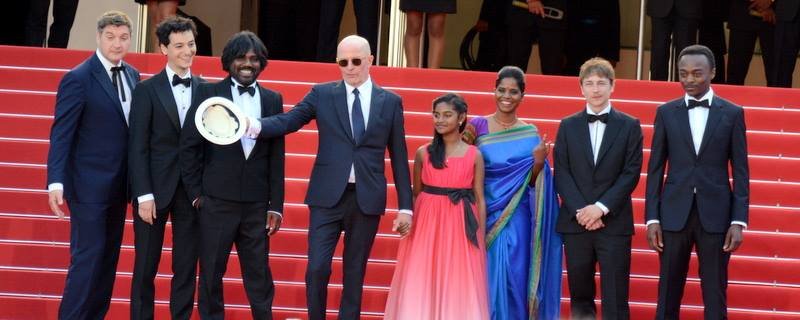
El director i els actors durant el festival de Cannes.

El director Jacques Audiard va enfocar la pel·lícula amb la intenció de fer una variació del thriller de 1971 Straw Dogs de Sam Peckinpah. Però volia situar-ho en una comunitat de la qual ningú a França no coneixia gaire, juntament amb Thomas Bidegain, es van decidir pels tàmils.
El personatge principal de la pel·lícula, un nen soldat tigre tàmil, és interpretat per Antonythasan Jesuthasan, qui ha estat un nen soldat a la realitat. Durant el rodatge, Jesuthasan de vegades feia correccions per a la precisió.
El rodatge es va tenir lloc al poble de Pirappan Valasai a Tamil Nadu, Índia.